# 櫻川昌哉
櫻川 昌哉（さくらがわ まさや、1959年 - ）は、日本の経済学者。慶應義塾大学経済学部経済学科教授。現在の研究課題は日本の金融システムの構築に関する研究。日本経済学会・金融学会所属。学位は経済学博士（大阪大学）。

## 略歴
福井県出身。福井県立藤島高等学校を経て、早稲田大学政治経済学部卒業。大阪大学大学院経済学研究科博士課程単位取得退学。大阪大学助手、名古屋市立大学助手、名古屋市立大学講師、助教授、教授を経て、2003年4月より慶應義塾大学経済学部経済学科教授（国際金融論、マクロ経済学）。
2022年『バブルの経済理論』で読売・吉野作造賞受賞。

## 著書

### 単著
- 『金融危機の経済分析』（東京大学出版会、2002年。ISBN 978-4130401920）
- 『金融立国試論』(光文社新書、2005年。ISBN 978-4334032876)
- 『経済を動かす単純な論理』（光文社、2009年。ISBN 978-4334975647）
- 『"円"国際化で日本は復活する!』（朝日新聞出版、2011年。ISBN 978-4023309593）
- 『バブルの経済理論 低金利、長期停滞、金融劣化』（日経BP 日本経済新聞出版本部、2021年5月。ISBN 978-4532358860）

### 共著
- （宿輪純一）『金融が支える日本経済 : 真の成長戦略を考える』（東洋経済新報社、2015年。ISBN 978-4492654729）

### 共編著
- （福田慎一）『なぜ金融危機は起こるのか : 金融経済研究のフロンティア』（東洋経済新報社、2013年。ISBN 978-4492654491）
- （慶應義塾大学グローバルセキュリティ研究所）『ツーリズム成長論』（慶應義塾大学出版会、2013年。ISBN 978-4766420203）